# Phrynobatrachus dalcqi
Phrynobatrachus dalcqi é uma espécie de anfíbio da família Petropedetidae.
É endémica de República Democrática do Congo.
Os seus habitats naturais são: regiões subtropicais ou tropicais húmidas de alta altitude, campos de altitude subtropicais ou tropicais, pântanos, marismas de água doce e marismas intermitentes de água doce.